# Dominique-France Loeb-Picard
Dominique-France Loeb-Picard, nota anche come Fadila d'Egitto (Parigi, 23 novembre 1948), è stata la moglie di Fuʾād II d'Egitto dal 1976 al 2008.

## Biografia

### Famiglia e studi
Dominique-France è nata nel 1948 all'interno del XVI arrondissement di Parigi.
Appartiene a una famiglia ebraica franco-svizzera ed è una dei tre figli del direttore d'azienda David-Robert Loeb (1910-1975) e di Paule-Madeleine Picard (1925), entrambi di origine alsaziana. Suo nonno materno fu l'architetto strasburghese Edmond (1893-1960), che contribuì alla ricostruzione della Francia orientale dopo i due conflitti mondiali.
Si laureò con il massimo dei voti in lettere e nel 1977 conseguì un dottorato di ricerca alla Sorbona, con una tesi sulla psicologia dei personaggi femminili de Le mille e una notte.

### Matrimonio
Incontrò Fuʾād II d'Egitto presso l'Istituto Le Rosey a Gstaad, dove studiava suo fratello Jean-Louis. Si sposarono il 16 aprile 1976 con rito civile a Parigi e la cerimonia religiosa si tenne nel Palazzo dei Principi di Monaco, alla presenza di Ranieri III e di Grace Kelly, il 5 ottobre 1977. Dominique-France si convertì all'islam cambiando il suo nome in "Fadila".
La coppia si separò nel 1996 e le procedure per il divorzio iniziarono nel 1999. Fadila continuò a risiedere a Parigi, in avenue Foch, ma affrontò alcune difficoltà finanziarie e il suo appartamento venne forzatamente venduto nel 2002 a causa dei suoi debiti. Il 6 marzo dello stesso anno fu privata del suo titolo nobiliare dal marito.
Dichiarò anche che Fuʾād II iniziò a non consegnarle l'assegno di mantenimento mensile che le spettava e respinse le voci che la accusavano di aver causato la presunta depressione dell'ex re. La coppia divorziò il 22 settembre 2008 a Ginevra. Successivamente ha frequentato eventi mondani tra la Francia e Monaco.

## Discendenza
Dominique-France Loeb-Picard e Fuʾād II d'Egitto ebbero due figli e una figlia:
- Principe Muhammad Ali (1979), con la moglie Noal dell'Afghanistan (1978) ha avuto due figli;
- Principessa Fawzia Latifa (1982), con il marito Sylvain Renaudeau (1979) ha avuto due figli;
- Principe Fakhruddin (1987).

## Titoli e trattamento
- 16 aprile 1976 - 1996: Sua Maestà, la regina d'Egitto[1]
- 1999 - 6 marzo 2002: Sua Altezza Reale, la principessa Fadila d'Egitto[1]

## Ascendenza
|                              |                      |                        | Genitori              |  |  | Nonni |  |  | Bisnonni     |  |  | Trisnonni |  |
|                              |                      |                        |                       |  |  |       |  |  | Leopold Loeb |  |  | ...       |  |
|                              |                      |                        |                       |  |  |       |  |  | Leopold Loeb |  |  | ...       |  |
|                              |                      | ...                    |                       |  |  |       |  |  | Leopold Loeb |  |  |           |  |
| Lazare Loeb                  |                      |                        |                       |  |  |       |  |  | Leopold Loeb |  |  |           |  |
|                              |                      | Sara Dreyfus           | ...                   |  |  |       |  |  |              |  |  |           |  |
|                              |                      | Sara Dreyfus           | ...                   |  |  |       |  |  |              |  |  |           |  |
|                              |                      | Sara Dreyfus           | ...                   |  |  |       |  |  |              |  |  |           |  |
| David-Robert Loeb            |                      | Sara Dreyfus           |                       |  |  |       |  |  |              |  |  |           |  |
|                              |                      | Léandre Weill          | Isaac Weill           |  |  |       |  |  |              |  |  |           |  |
|                              |                      | Léandre Weill          | Isaac Weill           |  |  |       |  |  |              |  |  |           |  |
|                              |                      | Léandre Weill          | Jeanette Liebschûtz   |  |  |       |  |  |              |  |  |           |  |
| Berthe Rose Weill            |                      | Léandre Weill          |                       |  |  |       |  |  |              |  |  |           |  |
|                              |                      | Fanny Heymann          | Jacques Heymann       |  |  |       |  |  |              |  |  |           |  |
|                              |                      | Fanny Heymann          | Jacques Heymann       |  |  |       |  |  |              |  |  |           |  |
|                              |                      | Fanny Heymann          | Catherine Meyer       |  |  |       |  |  |              |  |  |           |  |
| Dominique-France Loeb-Picard |                      | Fanny Heymann          |                       |  |  |       |  |  |              |  |  |           |  |
|                              | Abraham Lazar Picard | ...                    |                       |  |  |       |  |  |              |  |  |           |  |
|                              | Abraham Lazar Picard | ...                    |                       |  |  |       |  |  |              |  |  |           |  |
|                              | Abraham Lazar Picard | ...                    |                       |  |  |       |  |  |              |  |  |           |  |
| Edmond Picard                | Abraham Lazar Picard |                        |                       |  |  |       |  |  |              |  |  |           |  |
|                              |                      | Babette Pauline Schwab | Samuel Leopold Schwab |  |  |       |  |  |              |  |  |           |  |
|                              |                      | Babette Pauline Schwab | Samuel Leopold Schwab |  |  |       |  |  |              |  |  |           |  |
|                              |                      | Babette Pauline Schwab | Rachel Johl           |  |  |       |  |  |              |  |  |           |  |
| Paule-Madeleine Picard       |                      | Babette Pauline Schwab |                       |  |  |       |  |  |              |  |  |           |  |
|                              |                      | Joseph Dreyfus         | Abraham Dreyfus       |  |  |       |  |  |              |  |  |           |  |
|                              |                      | Joseph Dreyfus         | Abraham Dreyfus       |  |  |       |  |  |              |  |  |           |  |
|                              |                      | Joseph Dreyfus         | Jeanette Klein        |  |  |       |  |  |              |  |  |           |  |
| Adele Andrée Dreyfus         |                      | Joseph Dreyfus         |                       |  |  |       |  |  |              |  |  |           |  |
|                              |                      | Regina Bloch           | ...                   |  |  |       |  |  |              |  |  |           |  |
|                              |                      | Regina Bloch           | ...                   |  |  |       |  |  |              |  |  |           |  |
|                              |                      | Regina Bloch           | ...                   |  |  |       |  |  |              |  |  |           |  |
|                              |                      | Regina Bloch           |                       |  |  |       |  |  |              |  |  |           |  |